# Västra Hamngatan
Västra Hamngatan är en gata i stadsdelen Inom Vallgraven i Göteborg. Den är cirka 430 meter lång och sträcker sig från Lilla torget/Södra Hamngatan till Grönsakstorget/Sahlgrensgatan. År 1900 var dess längd cirka 330 meter, medelbredden var 12 meter och ytan cirka 4 000 kvadratmeter.
Ursprungligen var detta två parallella gator på varsin sida om Västra Hamnkanalen, och de hade först namn efter kanalen; Wästre Hambnan (1621-1639), Wästre Lille Hambnen (1669), Västra Hamnegatorne (1739), Västra Hamnegatan (1753) och slutligen Västra Hamngatan (1815).
Västra Hamnkanalen lades igen under åren 1903-1905. Det oftast stillastående vattnet skapade problem: "...en otjänlig stank för alla, svenskar eller utlänningar, som städse på bryggorna höllo konferenser och samtal." Eller "Tänk i synnerhet på, huru man skulle finna watnet, om det rätt blef besedt med synglas."
Göteborgs domkyrka ligger ungefär halvvägs in på gatan och sydväst därom ligger det tidigare Biskopshuset. På Västra Hamngatan ligger även Elite Plaza Hotel, Antikhallarna och Sveahuset. Här stod flera försäkringsbolag som Ocean, Nornan och Svea.